# ملعب ماديسكي
ملعب ماديسكي هو ملعب كرة قدم يقع في ريدينغ، بيركشاير، إنجلترا.
يعتبر الملعب مقرا لنادي ريدينغ لكرة القدم يلعب في بطولة دوري كرة القدم ونادي الرجبي ايريش لندن.

## التاريخ
يسمى الملعب باسم رئيس ريدينغ السير جون مادجستيك. وهو ملعب بسعة 24,161، ويقع بالقرب من الطريق السريع M4.
افتتح الملعب في 22 أغسطس 1998، حيث أصبح الملعب الخاص بنادي ريدينغ بدلا من ملعب الم بارك.

## السعة
تبلغ سعة الملعب 24,161، بما في ذلك المقاعد المخصصة للإداريين والإعلاميين.

## أبرز المباريات
كان أعلى حضور في الاستاد 24,184 (على ما يبدو انه تتجاوز قدرة الملعب المعلنة) في 17 نوفمبر 2012 في مباراة الدوري الممتاز مع ايفرتون متخطيا الرقم القياسي السابق البالغ 24,160 في يوم 16 سبتمبر 2012 في الدوري الممتاز في مباراة ريدينغ مع توتنهام هوتسبير. وكان أعلى حضور لمباراة الكأس في الاستاد 24و107 في 3 ديسمبر 2003 في مباراة كأس رابطة كرة القدم مع تشيلسي.